# ایالت یاپ
ایالت یاپ یکی از چهار ایالت کشور ایالات فدرال میکرونزی است. این ایالت، کنترل چند آبخوست «یاپ» (با نام بومی «واکاب») و «ساتاوال» و چهارده آب‌سنگ حلقوی که تا ۸۰۰ کیلومتر (۵۰۰ مایل) کیلومتر خاور و جنوب این دو آبخوست را بر عهده دارد. این آبسنگ‌های حلقوی: یوریپیک، الاتو، فایس، فارائولپ، گافروت، ایفالیک، لاموترک، نگولو، الیمارائو، پیاگیلو (فایو باختری)، پیکلوت، سورول، یولیتی، و ولئای هستند. (نام‌های برجسته، نشان‌دهنده منطقه شهرداری هستند.)

## تاریخ
ایالت یاپ در گذشته، بخشی از قلمرو تراست جزایر اقیانوس آرام بوده است.

## جغرافیا
ایالت یاپ، باختری‌ترین ایالت کشور ایالات فدرال میکرونزی است. در خاوری آن، ایالت چوک، ایالت پوناپی، و ایالت کوسرائی هستند.

## زبان
ایالت یاپ پنج زبان رسمی دارد: انگلیسی، یولیتیایی، ولئیایی، ساتاوالیایی، و یاپی‌ای.

## جمعیت‌شناسی
در سال ۲۰۰۰، جمعیت ایالت یاپ، ۷,۳۹۱ نفر بود.

## تقسیم‌ها

### منطقه‌های شهرداری
ایالت یاپ به منطقه‌های شهرداری تقسیم می‌شود:

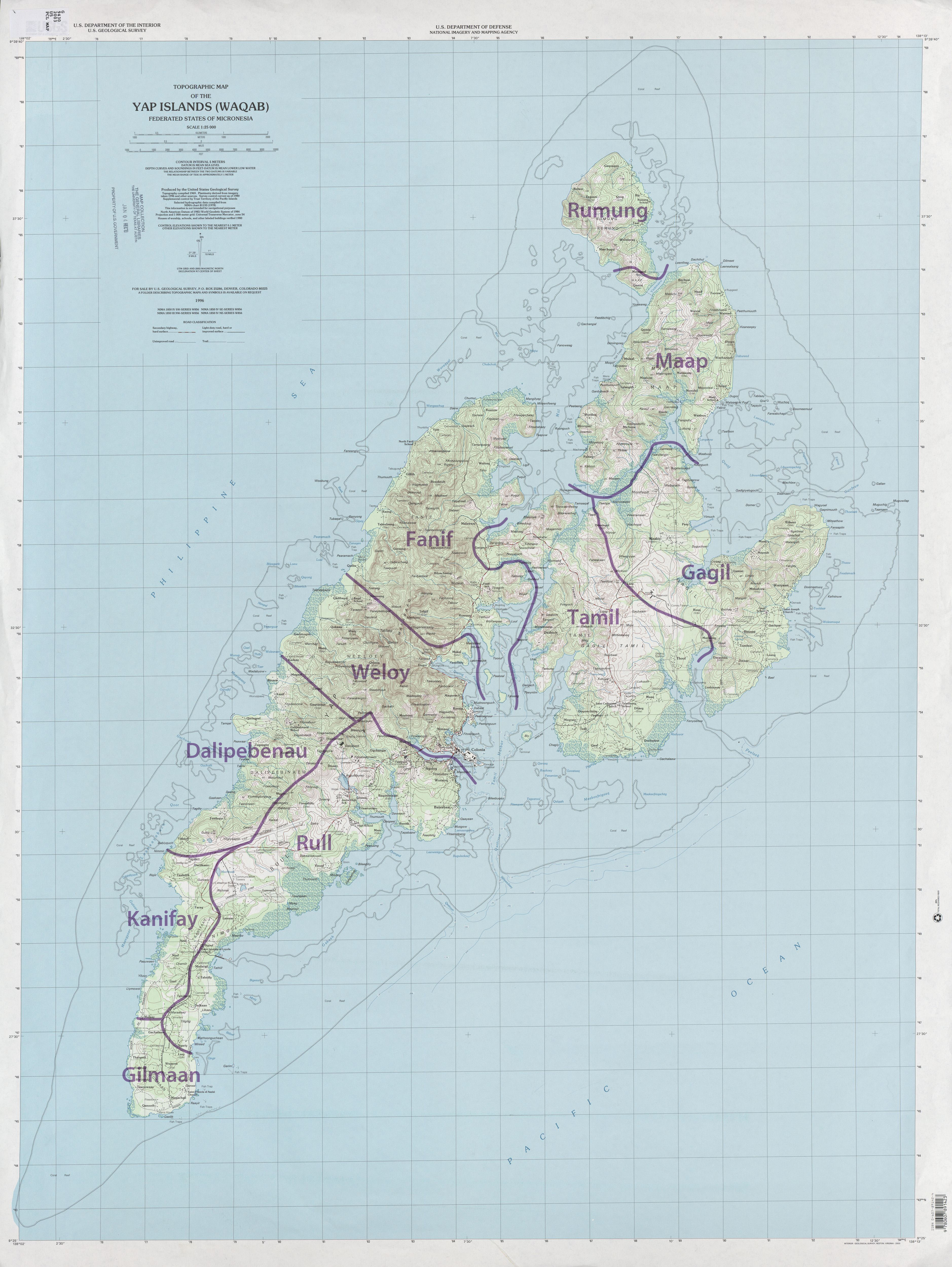
منطقه‌های شهرداری آبخوست یاپ

- دالیپبیناو
- فانیف
- گاگیل
- گیلمن، میکرونزی
- کانیفای
- ماپ، میکرونزی
- رول، میکرونزی
- رومونگ، میکرونزی
- تومیل
- ولوی، میکرونزی

### آبخوست‌های یپ
- یوریپیک
- الاتو
- فایس، میکرونزی
- فارائولپ
- گافروت
- ایفالیک
- لاموترک
- نگولو
- پیکلوت
- ساتاوال
- سورول
- یولیتی
- ولئای

## آموزش و پرورش

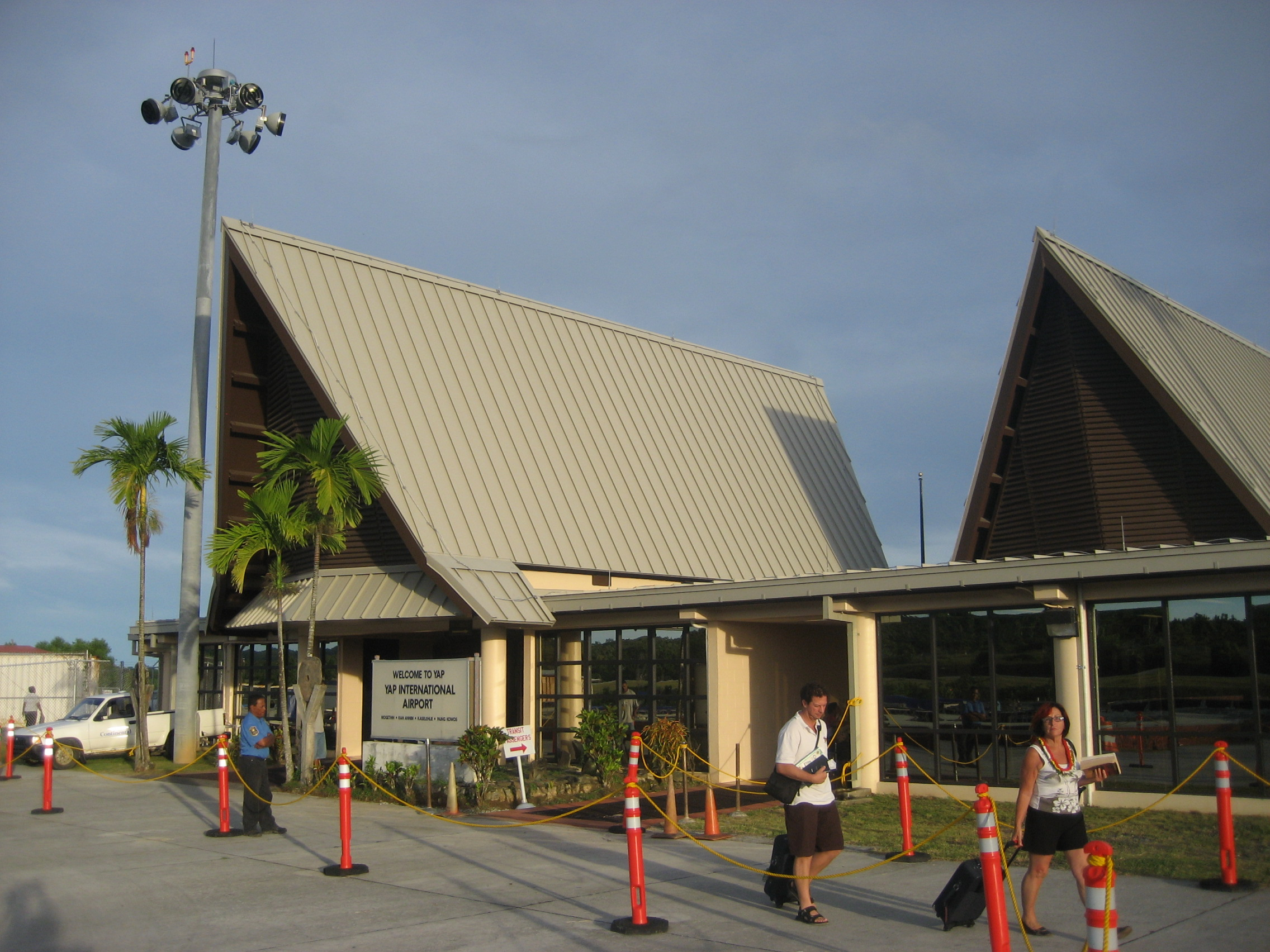
ایالت یاپ

### مدرسه‌های دولتی
مدرسه‌های دولتی ایالت پاپ:
دبیرستان یاپ در کولونیا، یاپ
دبیرستان ولئای در ولئای
دبیرستان اوتر آیلندز یاپ ("اوتر آیلندز" به معنی "آبخوست‌های دورافتاده") در یولیتی

### مدرسه‌های خصوصی
دبیرستان کاتولیک یاپ در دهکده لامر، رول، آبخوست یاپ